# Posern (Adelsgeschlecht)

Wappen derer von Posern

Posern (mit Betonung auf der zweiten Silbe), auch Poserne, Pozerne, Buzerne, Puserne und Boszern, ist ein altes obersächsisch-meißnisches Uradelsgeschlecht, das sich weit verzweigte und noch besteht.
Es darf nicht mit dem schlesischen Adelsgeschlecht Poser verwechselt werden, obwohl angenommen wird, dass diese auch aus dem sächsisch-thüringischen Raum stammen.

## Geschichte
Das Stammhaus der Familie ist der heutige Ortsteil Poserna der Stadt Lützen in Sachsen-Anhalt. 1161 wurde dieser Ort als Posidrin erstmals urkundlich erwähnt.
Als Vertreter des Geschlechtes tritt erstmals Conradus de Poserne im Jahre 1283 urkundlich auf. Die Stammreihe derer von Posern beginnt 1269 mit Ludolfus de Buzernen, miles.
1328 tritt in einer Urkunde des Landgrafs Friedrich von Thüringen ein Heinrich von Puzerne sonst genannt Manegolt als Zeuge auf.

## Besitzungen
- Rittergut Obernessa: Familienbesitz seit dem Mittelalter bis zum Ende des 17. Jahrhunderts.
- Rittergut Waltersdorf: Ab 1611 im Besitz der Familie, 1945 durch die Bodenreform enteignet.
- Barockschloss Rammenau: 1879 erwarb der Königlich sächsische Kammerherr und Klostervogt in Marienstern Hans Curt Christoph Ernst von Posern das Gut Rammenau von der Familie von Hoffmannsegg. Er wurde bekannt durch die Ballade Der grüne Posern von Börries von Münchhausen (1920).[3] Seine Witwe, eine geborene Freiin von Humboldt (1853–1914), heiratete den General der Kavallerie Eugen von Kirchbach. Nach ihrem Tod übernahm ihre Tochter Margarete Gisela Gabriele Alexandra von Helldorff, geborene von Posern, das Schloss Rammenau.

|                         | Wappen derer von Posern |
| Wappen derer von Posern | Blasonierung: „In Silber Kopf und Hals eines goldgekrönten und -bezungten roten Löwen. Auf dem rot-silbern bewulsteten oder bekrönten Helm mit gleichen Decken das Schildbild.“ |
| Wappen derer von Posern | |

## Bekannte Vertreter
- Carl Friedrich von Posern-Klett (1798–1849), Kaufmann und Stadtrat zu Leipzig, Numismatiker
- Carl Friedrich von Posern-Klett (1830–1875), deutscher Archivar und Historiker
- Christoph Adam von Posern († 1685), Amtshauptmann zu Mildenfurth
- Curt Ernst von Posern (1804–1879), deutscher Gutsbesitzer und Politiker, MdL (Königreich Sachsen)
- Georg von Posern (1844–1924), sächsischer Rittergutsbesitzer, Hofbeamter und Politiker
- Heinrich von Posern, Verfasser eines Reisetagebuches aus dem 17. Jahrhundert[4]